# برايان ووكر
برايان ووكر هو لاعب هوكي الجليد كندي، ولد في 4 مايو 1952 في Beaverlodge ‏ في كندا.

## وصلات خارجية
- برايان ووكر على موقع EliteProspects.com (الإنجليزية)
- برايان ووكر على موقع HockeyDB.com (الإنجليزية)